# 村川一郎
村川 一郎（むらかわ いちろう、1939年5月6日 - 1998年8月27日）は、日本の政治学者。政官関係、政党論、日本国憲法制定史（現行憲法）等にも造詣が深い第一人者であった。
専門は政策過程論（自民党政権時代から細川内閣、羽田内閣、自社さ政権、その後の橋本内閣までの政策決定過程）、政党論、憲法制定史などが主であるが、各政策論、各省庁論、地方自治、海外援助等にもわたり、政治行政にまつわる多岐にわたる著作、論文を執筆している。

## 人物
趣味は囲碁、古書（専門中心に）等の骨董品収集等。座右の銘は『日々努力』。

## 経歴
- 1939年（昭和14年）5月東京都神田生まれ。
- 1966年（昭和41年）早稲田大学大学院政治学研究科修了（政治学専攻）、後藤一郎の門下生の一人。
- 同大学院修了後、自由民主党党本部職員として、政務調査会調査員、専門調査員等、主として政策の調査、立案に従事。

その後、早稲田大学現代政治経済研究所特別研究員、米国プリンストン大学特別客員研究員などを歴任。その他、社会貢献活動として、社団法人日本戦災遺族会の設立に携わり、その後も理事として活躍。政府（当時の国際協力事業団、JICA）の委託によりアフリカ各地を歴訪。また青年海外協力隊の設立活動にも積極的に取り組んだ。政治、行政などの国内外の研究者たちの育成にも研究会などの様々な形で助力したと言われている。
この間、実務経験や学究活動を通じて、執筆した『政策決定過程』（[行政機構シリーズ]教育社、1979年（昭和54年））は、日本における政策過程研究の嚆矢となるものとなった。現在なお、多くの政策過程研究者、自民党政権下の政策決定過程分析の引用論文の基礎となっている。その後、政策決定過程に関しては『日本の政策決定過程』（ぎょうせい、1985年（昭和60年）、『日本国政府の研究』（ぎょうせい、1994年（平成6年））、そしてその集大成としてまとめられる一端であったのが、遺著となった『政策決定過程―日本国の形式的政府と実質的政府』（信山社、2000年（平成12年））である。
またプリンストン大学特別客員研究員として在職中の成果である『吉田茂とジョン・フォスター・ダレス』（国書刊行会、1991年（平成3年））は、対日講和条約調印の背景にあった日米両国の生々しいやり取りを分析したもので、別途「講和条約調印の背景―ダレス吉田往復書簡」（『中央公論』中央公論社（当時）1991年（平成3年）3月号）、「吉田茂とジョン・フォスター・ダレス　人間吉田茂」（『中央公論』（同上）1991年3月（平成3年）8月号）と相次いで発表した。
- 1992年4月より石川県金沢市にある北陸大学法学部政治学科教授となる。研究・執筆活動の他、教鞭生活に入る。大学教授就任後の1992年当時から、政治学原論（ギリシャからラテン、現代政治学までの流れ）や現実の政策決定過程、様々な政策の内容等を講義やゼミで指導。

1992年当時から「年金の国庫負担の増加による財源論、税か保険方式を採用するべきか？」とか、「本当に日本に健全な野党が育ちうるのか？」、更には「国会における決算監査機能の充実」、「地方自治の大切さ」等のすでに今日までに行われた諸改革や今なお未完の改革なども言及していた。
その一端は、北海道大学の立法過程研究会での報告で垣間見ることができるほど、まさに「生きる政策決定過程の辞典」とも言える実務経験と深い学問的論考に裏打ちされたものであった。その多忙の中でも執筆活動は絶えず行い、多くの著作の発刊、研究誌、一般誌への寄稿をしていた。また日本政治学会、日本法政学会理事等の学術団体の役職も歴任した。
1998年（平成10年）8月27日に発生した那須山間部における集中豪雨による大水害で逝去。享年59。
なお生前収集した貴重な原資料の多くは水害と共に失われたものも多かったが、一部は関係者の尽力により、東京千代田区永田町の憲政記念館に「村川一郎資料」、「村川一郎文庫」として寄贈され、保管されている。（目録は「『政策決定過程』日本国の形式的政府と実質的政府」（信山社）の巻末に記載されている。）

## 著書（共著を含む）
- 『政党の研究　その理論と実際』（しなの出版、1969年（昭和44年））
- 『政策決定過程』（[行政機構シリーズ]教育社、1979年（昭和54年））
- 『日本の政策決定過程』（ぎょうせい、1985年（昭和60年）)
- 『吉田茂とジョン・フォスター・ダレス』（国書刊行会、1991年（平成3年））
- 『政治学序論上―基礎政治学講義―』（第一法規出版、1992年（平成4年））
- 『日本国政府の研究』（ぎょうせい、1994年（平成6年））
- 『日本の官僚』(丸善、1994年（平成6年）)
- 『日本の政党』（丸善、1995年（平成7年））
- 『日本国憲法制定秘史ーGHQ秘密作業『エラマンノート開封』』（1994年（平成6年））
- 『政党学―その理論と実際についての研究―』（第一法規出版、1997年（平成9年））
- 『日本政党史辞典、上、中、下』（国書刊行会、1998年（平成10年））
- 『政策決定過程―日本国の形式的政府と実質的政府』（信山社、2000年（平成12年））

など他自著も多数だが、多くの共同出版書、大学紀要（北陸法学、北大法学論集45集など）、
各種学術誌（ジュリストなど）、一般誌（フォーサイト、中央公論など）
や新聞（中日新聞、読売新聞など）等に数多く寄稿している。

## 参考資料
- 『政策決定過程―形式的政府と実質的政府』（信山社、2000年（平成12年）） - 序文　堀江湛　あとがき村川英
- 『APIA』「特集　現代社会のプリズム　広い視野からこれからの日本をとらえる」 - （本人へのインタビュー記事、Vol.5　北陸大学広報誌、1994年10月号）